# One Sunday Afternoon (1948)
One Sunday Afternoon is een Amerikaanse muziekfilm uit 1948 onder regie van Raoul Walsh.

## Verhaal
Op een zondagmiddag denkt de New Yorkse tandarts Biff Grimes terug aan zijn oude vriend Nick. Hij krijgt ineens een noodoproep van gemeenteraadslid Hugo Barnstead, die kiespijn heeft. Er bestaat al sinds hun jeugd een rivaliteit tussen Biff en Hugo, omdat ze allebei verliefd waren op de mooie Virginia Brush. Toch besluit Biff om Hugo uit de nood te helpen.

## Rolverdeling
| Acteur         | Personage      |
| -------------- | -------------- |
| Dennis Morgan  | Biff Grimes    |
| Janis Paige    | Virginia Brush |
| Don DeFore     | Hugo Barnstead |
| Dorothy Malone | Amy Lind       |
| Ben Blue       | Nick           |
| Oscar O'Shea   | Toby           |
| Alan Dale jr.  | Marty          |